# Петровское (Ленинский район)
Петровское — посёлок в Ленинском городском округе Московской области России.

## География
Находится в 0,4 км восточнее Каширского шоссе примерно в 5 км к востоку от центра города Видного. На востоке граничит с лесным массивом. Ближайшие сельские населённые пункты — деревни Таболово, Дыдылдино, Пуговичино, Коробово, Мисайлово. У восточной окраины Петровского расположен исток реки Малая Людовна.

## История
Посёлок получил название по бывшей деревне Петровское, располагавшейся вдоль Каширского шоссе по обеим сторонам на его пересечении с Белокаменным шоссе города Видного.
В конце XVIII века деревня Петровское принадлежала князю Д. Ю. Трубецкому, прадеду Льва Толстого.
До Великой Отечественной войны в деревне имелось 43 дома. Действовал самостоятельный колхоз, председателем которого был А. М. Пудовиков. Позднее в рамках укрупнения деревни Дыдылдино, Пуговичино и Петровское были объединены в один колхоз. Затем последний был присоединён к колхозу имени Владимира Ильича. В 1970-е годы при строительстве завода металлоконструкций деревня была снесена, жители переселены в Видное.
На Каширском шоссе сохранился памятник жителям деревни, погибшим в годы Великой Отечественной войны.
23 июня 1953 года в деревне Петровское (в 0,5 км восточнее) началось формирование войсковой части 52096 и строительство военного городка. Для прикрытия Москвы и Центрального экономического района от ударов с воздуха потенциального противника были созданы два корпуса особого назначения. В 1954 году на вооружение была принята зенитно-ракетная система С-25. В 1954 году в городке была создана школа. Летом 1955 года был сдан в эксплуатацию госпиталь, позднее — спортзал и стадион.
С 1994 до 2006 года территория посёлка относилась к Горкинскому сельскому округу Ленинского района, а с 2005 до 2019 года — к городскому поселению Горки Ленинские Ленинского муниципального района. 
12 декабря 2019 года депутаты Московской областной думы поддержали предложение о присвоении сельскому населённому пункту на территории упразднённого военного городка в Ленинском городском округе названия Петровское. Распоряжением Правительства Российской Федерации от 16 мая 2020 года на территории Ленинского городского округа был официально образован и наименован посёлок Петровское.

## Население
| 2024 |
| ---- |
| 28   |

## Инфраструктура
- Петровская начальная школа[4]
- Детский сад.
- Отделение почтовой связи Петровское 142711.
- Продуктовый магазин.
- Гарнизонный офицерский клуб[7].
- Хлебозавод.
- Стадион[2].
- Спортзал[2].

## Транспорт
- Автобусные маршруты № 24, 35, 439.

## Русская православная церковь
В январе 1997 году по просьбе верующих военного городка и с разрешения командования в офицерском клубе войсковой части была открыта молельная комната. Позднее было принято решение о строительстве храма Владимирской иконы Божией Матери. В 2002 году на территории части построили деревянный храм-часовню благоверного князя Александра Невского (относится к Видновскому благочинию).

## Памятники
- Памятник воинам, погибшим в годы Великой Отечественной войны.
- Памятник Воинам противовоздушной обороны.
- Памятник «Ракетный щит Москвы и Московской области».

## Галерея

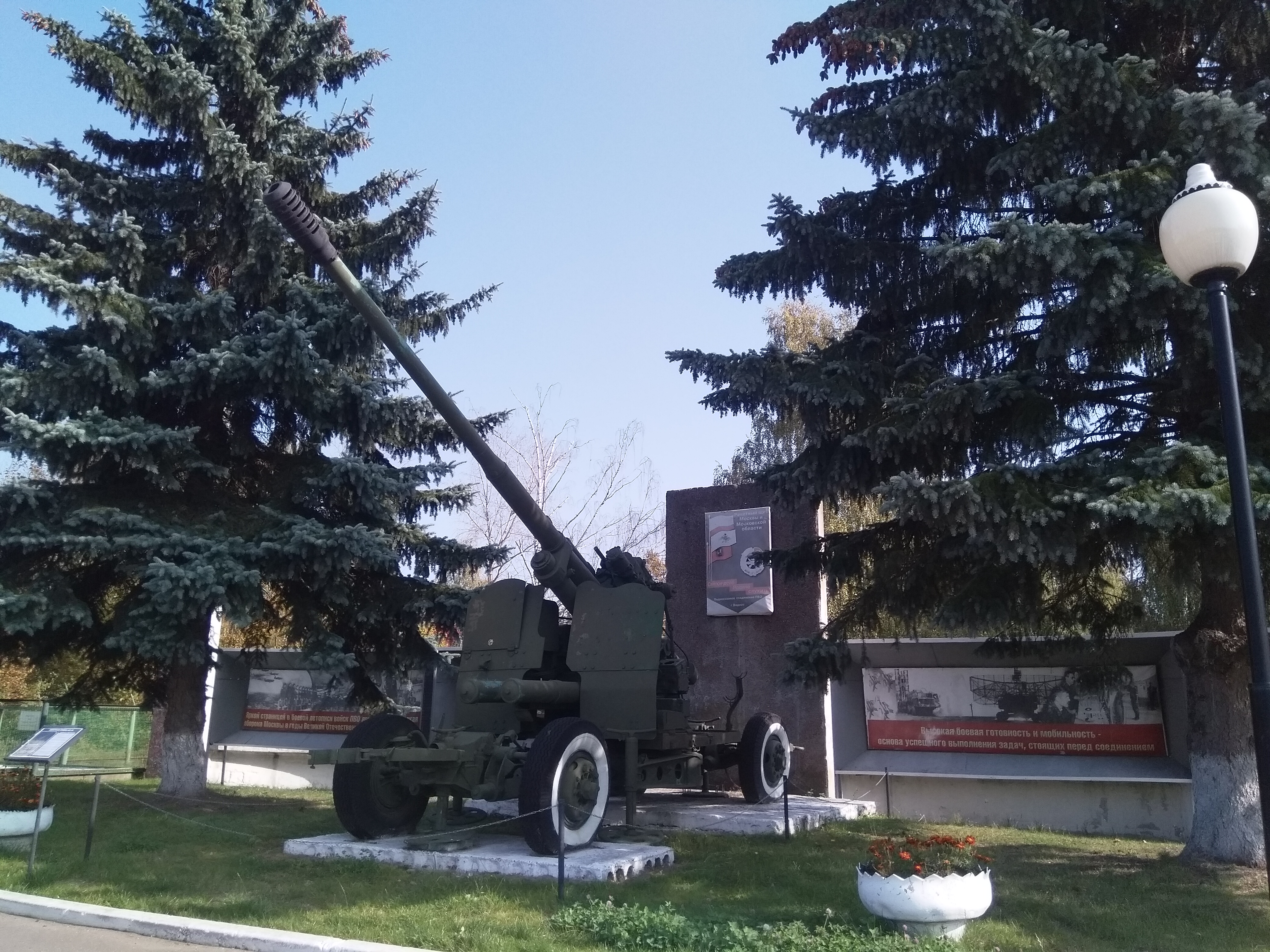
Памятник воинам ПВО
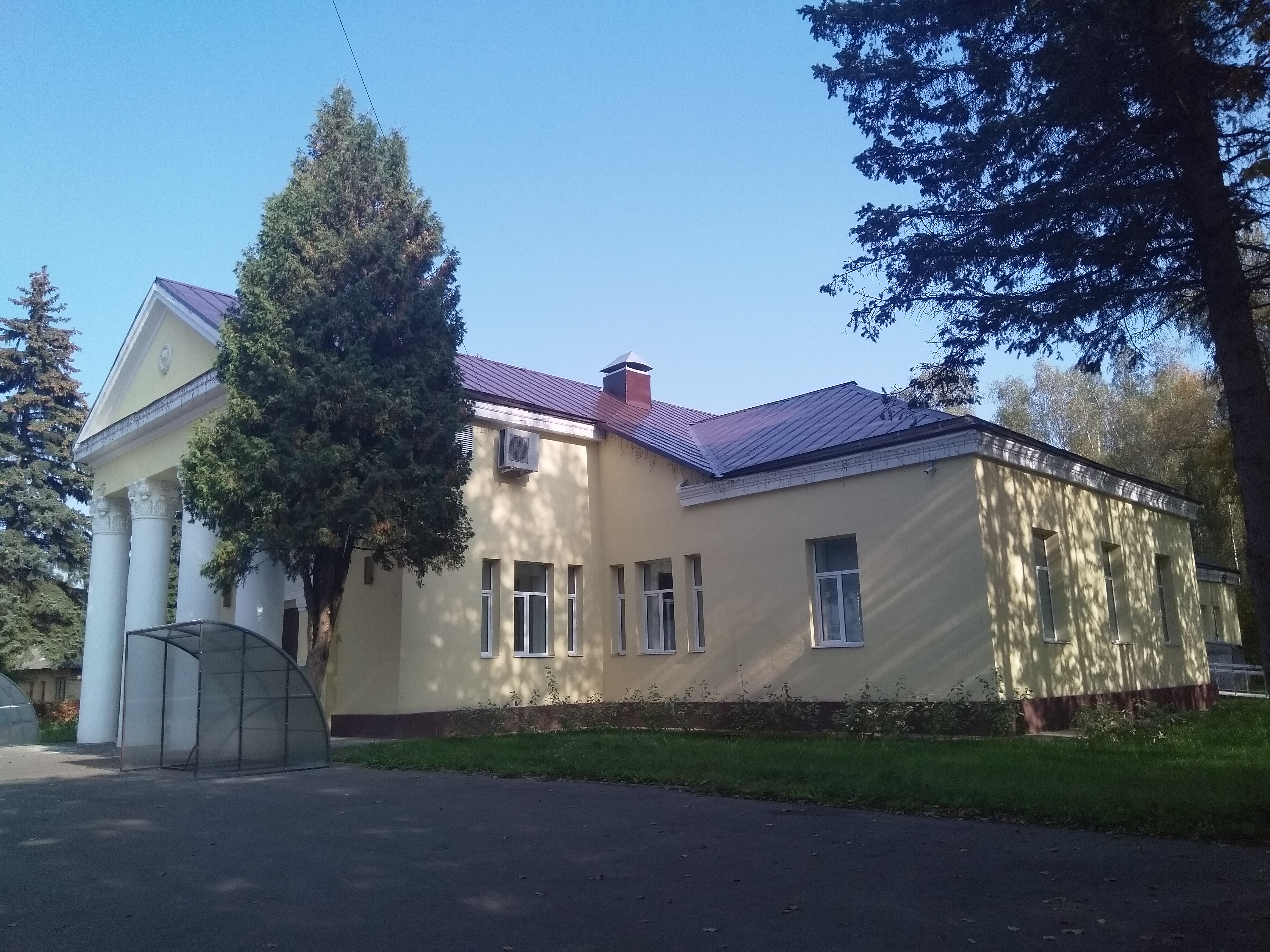
Гарнизонный офицерский клуб
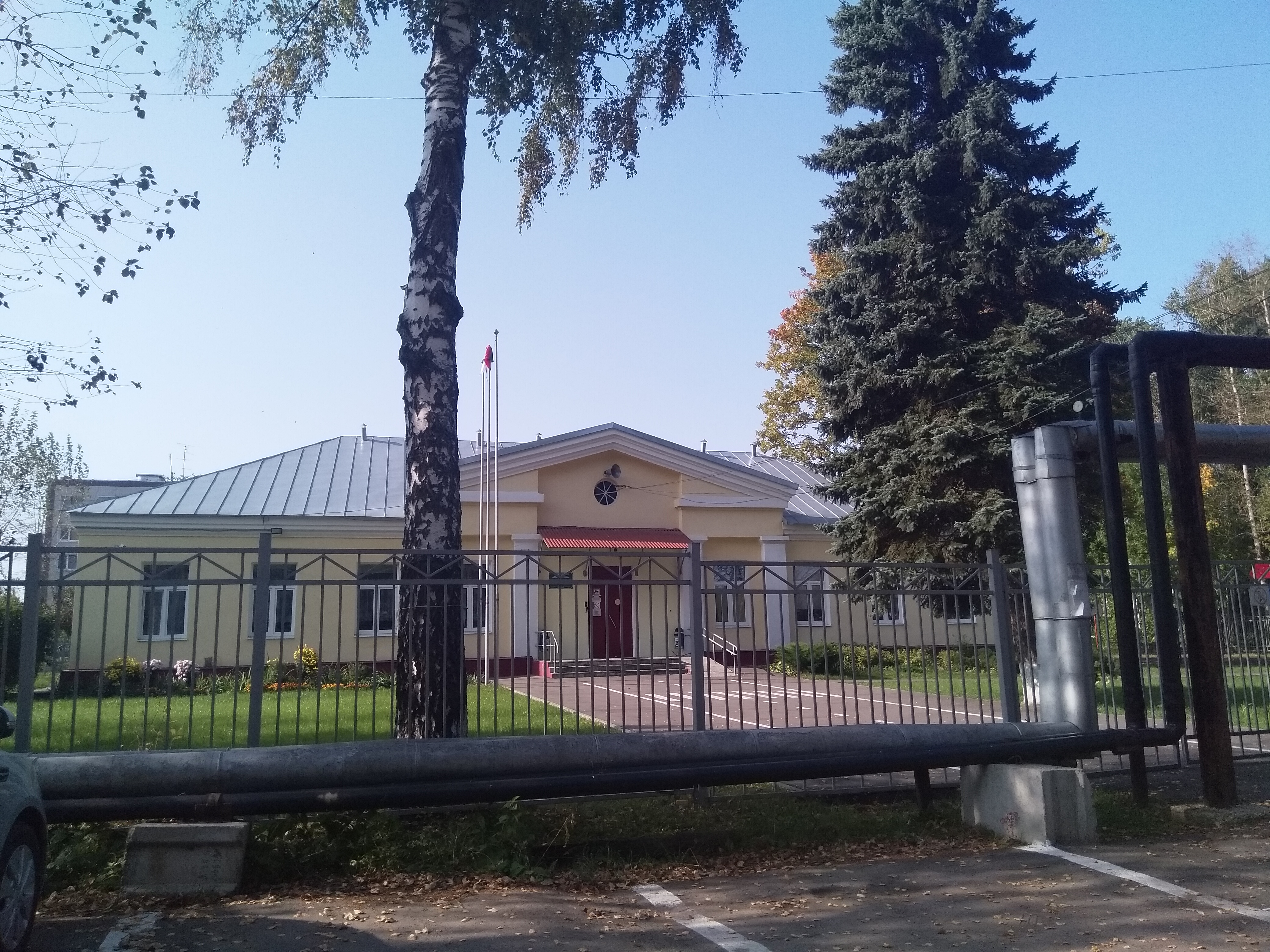
Петровская начальная общеобразовательная школа
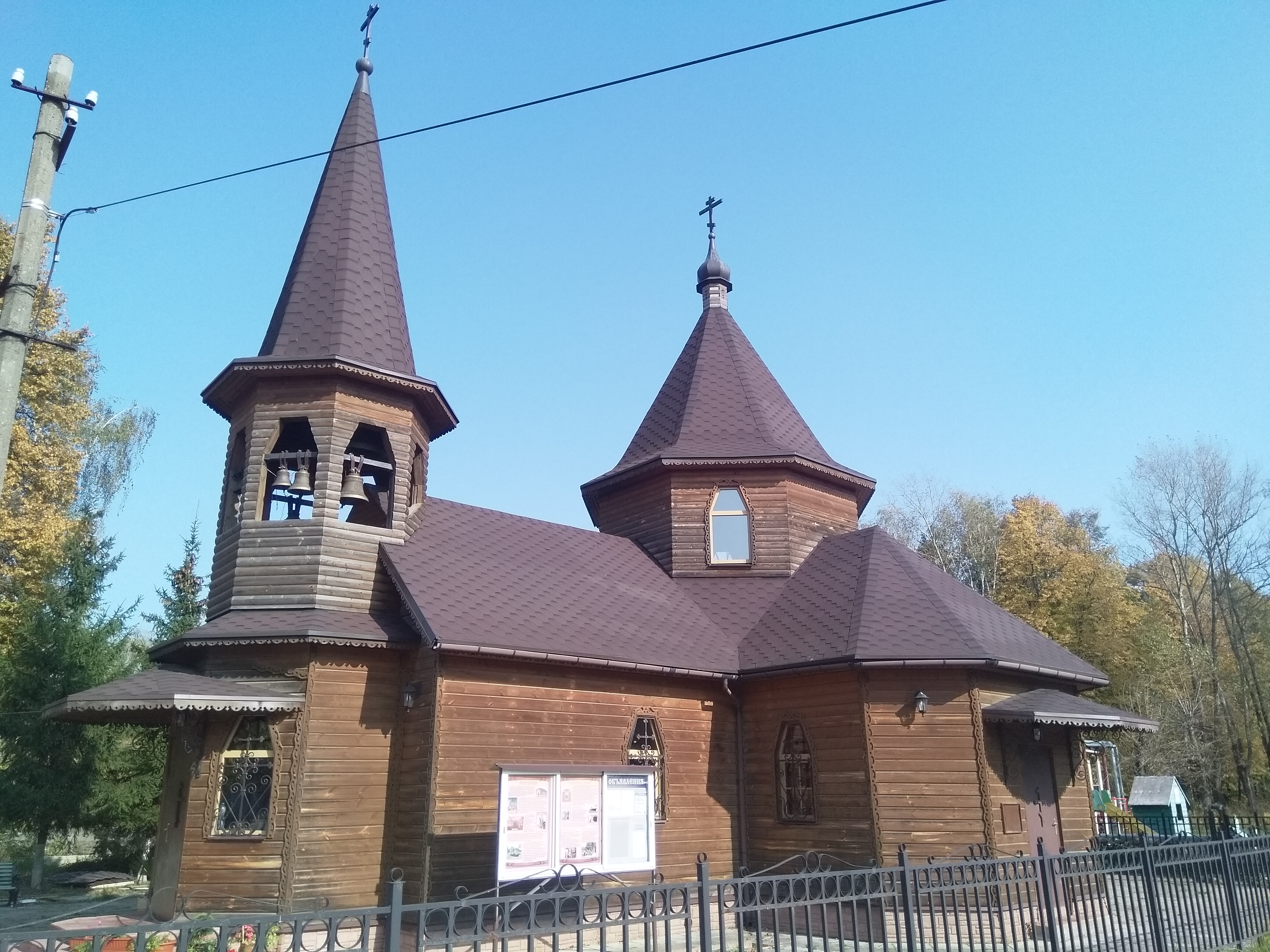
Храм Александра Невского
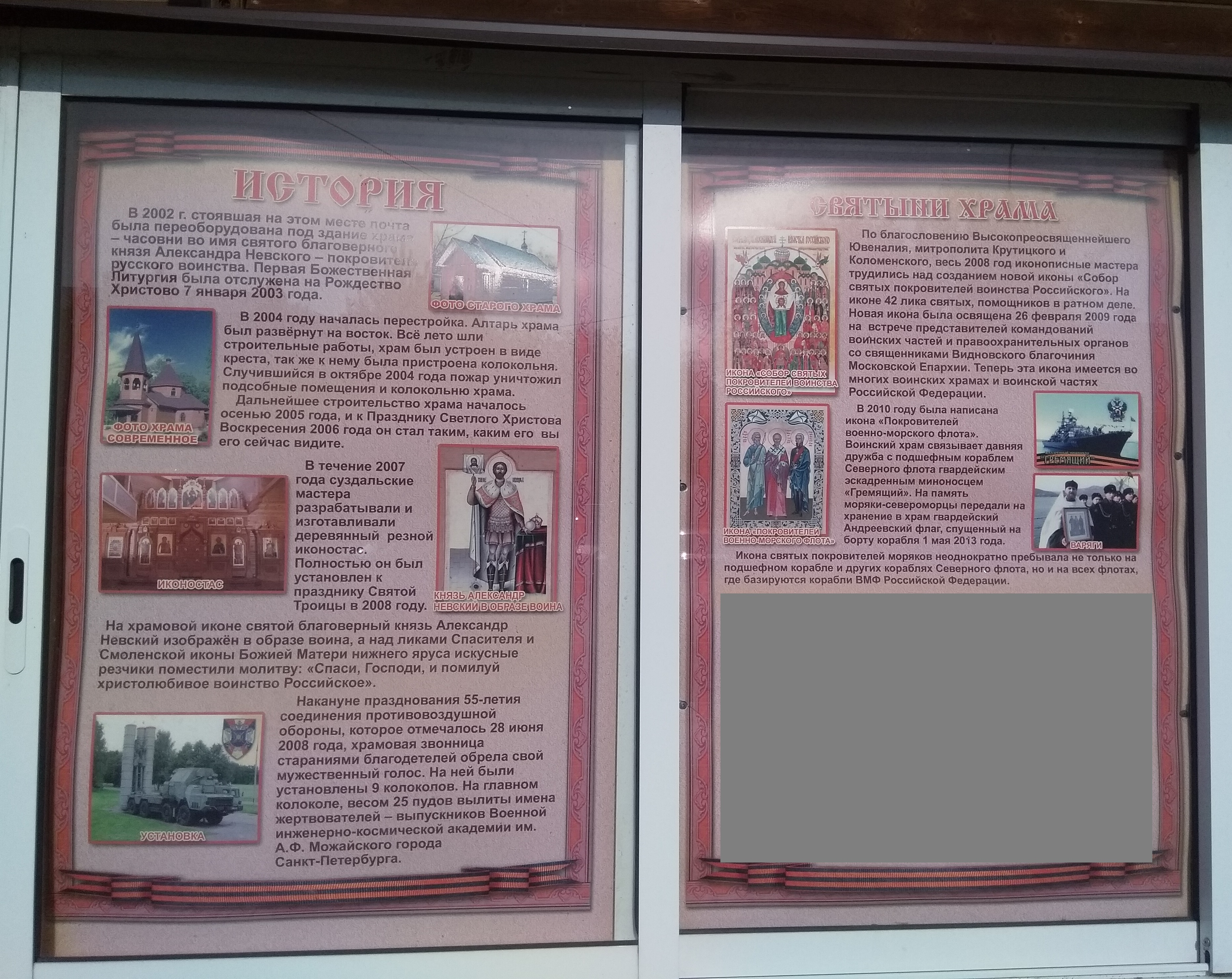
Храм Александра Невского, история и святыни